# Клименко, Валентин Митрофанович
Валентин Митрофанович Клименко (18 июля 1908 года, Мариупольский уезд Екатеринославской губернии — 13 ноября 1993 года) — советский и украинский учёный-прокатчик. Основатель донецкой научной школы технологов-прокатчиков.
Доктор технических наук (1962), профессор (1964). Автор многих научных трудов, владелец авторских свидетельств на изобретения и 16 зарубежных патентов (США, Франция, Германия).

## Биография
Он был очень интересной личностью, я никогда не видел его в плохом настроении, это настоящий профессор, который знал свой предмет в совершенстве. — Мохаммад Захур, 
Окончил металлургический факультет Днепропетровского металлургического института (1927—1931), инженер-металлург.
В 1932—1934 годах работал на Кузнецком металлургическом заводе.
В 1937—1941 годах работал на Днепропетровском металлургическом заводе имени Петровского.
В 1946—1949 годах учился в аспирантуре ДМетИ на кафедре обработки металлов давлением под руководством А. П. Чекмарёва, кандидат технических наук (1949).
В 1949—1951 годах ассистент, в 1951—1953 годах доцент кафедры ОМД ДМетИ. Доцент (1953). В 1953—1964 годах работал старшим научным сотрудником Института чёрной металлургии (г. Днепропетровск).
В 1964—1991 годах заведовал кафедрой ОМД Донецкого политехнического института и одновременно там же в 1965—1968 годах декан металлургического факультета, в 1991—1992 годах там же профессор кафедры ОМД.

## Награды и звания
Награждён орденом Дружбы народов (1986), медалями.
Заслуженный деятель науки УССР (1969).

## Основные монографии
- Технологические и силовые резервы прокатных станов (М., 1976).
- Прокатка толстых листов (М., 1984).
- Кинематика и динамика процессов прокатки и волочения (1984).
- Технология прокатного производства (1989).